# جامع مراد آغا
جامع مراد آغا يقع في منطقة تاجوراء شرق العاصمة الليبية طرابلس. بناه مراد آغا والي طرابلس العثماني في منتصف القرن السادس عشر. يُعد الجامع أول جامع عثماني في ليبيا وأحد أهم معالم منطقة تاجوراء.

## مراد آغا
كان مراد آغا ضابطاً بالبحرية العثمانية، وشارك في الحملة العثمانية التي شنها خيرالدين بربروس على طرابلس الغرب ضد جماعة فرسان القديس يوحنّا عام 1532م. حملة بربروس على طرابلس باءت بالفشل ولكنها حققت للعثمانيين احتلال واحة تاجوراء التي تمركز فيها العثمانيون، ونصّب مراد آغا نفسه حاكما عليها. وفي عام 1551م اشترك تحت إمرة سنان باشا في المعركة الحاسمة التي نجح فيها العثمانيون في الاستيلاء على طرابلس يوم 15 أغسطس 1551م. عيّن بعدها مراد آغا واليًا على ايالة طرابلس الغرب حتى عام 1556م.

## العمارة

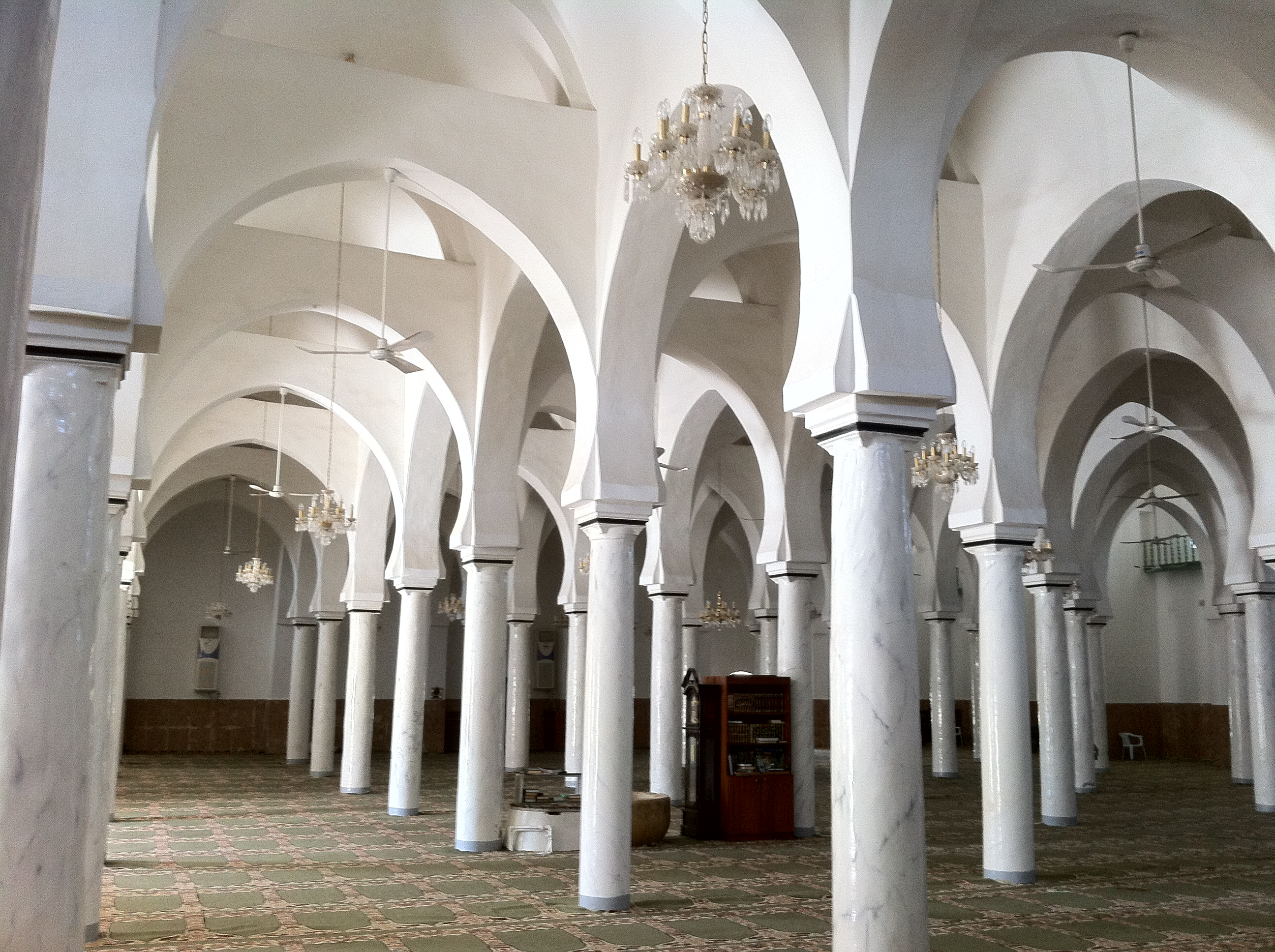
صورة من داخل قاعة الصلاة عام 2010

تجمع هندسة المسجد بين السمات البربرية والكلاسيكية القديمة. يتميز بتصميم مستطيل الشكل، تبلغ أبعاده حوالي 40 متر (130 قدم) × 32 متر (105 قدم)، مع جدران خارجية بسيطة لكنها مهيبة. داخليًا، تتميز قاعة الصلاة بسلسلة من الأقبية الأسطوانية المدعومة بـ أقواس حدوة الحصان، والتي تدعمها بدورها ٤٨ عمودًا من أصل روماني قديم أُعيد استخدامها كـ سبوليا. تتميز نهايات الأقبية بفتحات يبدو أنها بُنيت كأسلحة. ثغرات.
وفقًا للتقاليد، فإن الأعمدة - المكونة من بريشيا وردية وحمراء، سيبولين، جرانيت سوداء، وحجر جيري - مصدرها ليبتس ماجنا، وقد تم انتشالها من سفينة غرقت بالقرب من تاجوراء أثناء نقلها إلى أوروبا. من المحتمل أيضًا أن تكون الأعمدة قد نشأت من أطلال فيلات رومانية في محيط تاجوراء.
يضم المسجد فناءً ومئذنة مبنية على الطراز المغاربي التقليدي. للمئذنة مخطط مربع، ويشبه تصميمها تصميم الجامع الأعظم بالقيروان في تونس.-aghas-mosque |access-date=8 February 2025 |work=المراقب الليبي (صحيفة ليبية) |date=15 April 2017}}</ref>